# Ludwig Von Drake
Profesorul Ludwig Von Drake este unul din personajele de desen animat și benzi desenate ale lui Walt Disney. A fost introdus prima oară pe 24 septembrie 1961 ca prezentator în desenul animat cu numele "An Adventure in Color", ce face parte din serialul Walt Disney's Wonderful World of Color de pe NBC. Spus ca fiind un unchi de-al Rățoiului Donald, el este descris drept un om de știință, lecturist, psiholog și călător în lume. Personajul și-a arătat cunoștințele sale "de expert" în o serie de subiecte pe parcursul a optsprezece episoade ale clasicului serial de antologie, precum și într-un număr de discuri de la Disneyland.
Paul Frees a fost vocea originală a lui Ludwig Von Drake, după care acesta s-a pensionat iar personajul a fost jucat pentru o perioadă scurtă de Walker Edmiston. Din 1987 până în ziua de azi, el este în continuare jucat de Corey Burton.

## Biografie
Ludwig Von Drake provine din Viena, Austria iar pasiunea sa o reprezintă cunoașterea. Încă din tinerețe el a încercat să obțină cât mai multe diplome posibile, în orice domeniu. Când este consultat de ceilalți membrii ai familiei, o secvență continuă intervine în sensul în care el se dovedește a avea o diplomă universitară relevantă pentru orice informație căutată de ei. Nu are multe competențe sociale și este destul de uituc, uneori chiar senil. În benzile desenate acesta face de obicei vizite cu Donald și nepoții acestuia, Huey, Dewey, și Louie. Uneori Daisy Duck îl va convinge (și chiar păcăli) pe profesor în a-i lectura și a-i face tururi pentru clubul ei de doamne. Uneori Ludwig și Gyro Gearloose au concurat pentru cine e inventatorul mai mare. Poate cânta la pian și la chitara acustică, cum s-a văzut în câteva episoade speciale.
Într-un episod din The Wonderful World of Color ("Kids is Kids"), Ludwig afirmă că este un burlac.
În cadrul benzilor desenate de către faimosul duo Bob Karp și Al Taliaferro, Donald și nepoții săi îl numesc de obicei "Unchiul Ludwig", dar în benzile cu povești el este în general poreclit "Ludwig" sau "Profesorul". Daisy se referă la Ludwig ca un fel de unchi de-al lui Donald în prima bandă desenată duminicală, unde numele îi este rostit. În povestea "Duckburg, U.S.A.", publicată în Ludwig Von Drake #1 (din noiembrie 1961), Profesorul Von Drake ajunge în orașul Macburg (Duckburg) cu trenul iar Donald se dovedește nemaivăzând această rudă austriacă până atunci, nici măcar în poze. Bunica Duck, Unchiul Scrooge McDuck, Daisy, Gladstone Gander, Huey, Dewey, Louie, Gâsca Gus și Gyro Gearloose apar de asemenea în această poveste, așteptând să-l cunoască pe Scrooge la gară, iar Bunica exclamă entuziastic "Professor Ludwig Von Drake! Such a nice-sounding name!" ("Profesorul Ludwig Von Drake! Ce nume minunat!"). Conform unei explicații create de arborele genealogic propriu al lui Don Rosa, ar trebui ca Ludwig să fie căsătorit cu Matilda McDuck, mătușa lui Donald, ceea ce-l face cumntaul lui Scrooge. Cu toate acestea, Ludwig însuși explică într-o poveste de crăciun ("The Cuckoo Clock Caper") că el și Scrooge au o tovărășie strânsă. De altfel, a fost văzut ca un membru al Clubului de Întâlniri pentru Distrați (Absentminded Dating Club) fiind pretendentul unui alt membru al aceluiași club în câteva benzi desenate vechi, și anume o femeie rățoi pe nume Alice. Prin urmare, Ludwig este în mod oficial necăsătorit.
Conform unei teorii vechi bazate pe o bandă desenată americană cu numele "The Family Tree Spree", vechea viață a lui Humperdink Duck înainte de a se căsători cu Elvira Coot (Bunica Duck) poate fi suficient de nebuloasă pentru a-l considera pe el și Ludwig ca frați vitregi, astfel Ludwig fiind străunchiul lui Donald. În această poveste, Donald observă ochelarii lui Ludwig pe podea și îi consideră "ochelarii unchiului Ludwig" ("Uncle Ludwig's specs"). La sfârșitul aceleiași benzi, se dovedește că Ludiwg apare și în arborele genealogic paternal al lui Donald, în care amândoi au un strămoș numit Colombust Duck, ce încerca să dovedească că pământul e plat. Deci se poate ajunge la concluzia că Ludiwg, a cărui tată austriac poartă în mod evident numele de "Von Drake", are un strămoș cu numele "Duck" datorită mamei sale. În acest caz, Humperdink, care era poate mai mare ca Ludwig, ar fi putut fi cu adevărat considerat frate vitreg din partea mamei al lui Ludwig iar amândoi părinții ar fi urmași ai geografului lipsit Colombust Duck.
În unele benzi mai vechi în care Ludwig o vizitează pe Bunica la fermă, este clar că ei doi au o relație strânsă, lucru ce s-a văzut în povestea "Message From Space" unde Bunica îi spune acestuia că trebuie să se odihnească după o cădere nervoasă. În "Pigeon Panic", Ludwig îi spune acesteia că poate conta pe el când l-a atenționat să aibă grijă cu cel mai isteț porumbel al său. Există și o secvență înduioșătoare pe două panele în povestea "The Rural Eggs-pert" unde Ludwig se odihnește pe un scaun mai vechi din casa Bunicii iar un cumpărător antic îi cere acesteia să i-l vândă, la care bunica răspunde că se poate descurca și fără el. Acest lucru îl uimește pe Ludwig deoarece el crede că ea se referă la acesta ca la un șeptel. El n-ar reacționa așa dacă ea n-ar fi rudă cu el. În ultima panelă a poveștii "Barn Dance Doctor", Bunica se referă la Ludwig ca la "vărul său orășean" ("cityfied cousin"). Deoarece a fost prevăzut de către Don Rosa că tatăl său a fost un "Coot" iar mama o "Gadwall", încă nu este clar dacă Ludwig are legături cu Elvira prin mama sa sau prin tatăl său. Elvira ar putea avea un ascendent austriac pentru a-i fi explicată rudenia cu Ludwig.
Ludwig a dovedit în "Blown Up Genius" că acesta provine dintr-o gamă largă de sticlari. În "The Big Payoff" s-a dovedit de asemenea că a trăit în casa lui Donald multe luni încă de când a ajuns în Macburg. Ludwig câștigă o partidă de șah televizată în această poveste, ceea ce-l face pe Donald să se bucure deoarece Ludwig acum putea să plătească tot ce le-a datorat (lui și nepoților săi) pentru atâta timp.
Aceste povești de mai sus au fost toate animate de Tony Strobl, care a fost responsabil în a-l introduce pe Profesorul Ludwig în benzile desenate Disney americane. De fapt, prima apariție în benzile desenate a lui Ludwig a fost într-o poveste nemenționată anterior de către Strobl, "The Scene Stealer", publicată pentru prima oară în octombrie 1961. Aceste evenimente s-au fi putut întâmpla după cele din "Duckburg, U.S.A.", publicată două luni mai târziu.
Printre intersele sale diverse se numără psihologia, iar acesta a încercat un studiu psihologic pe nepotul său Rățoiul Donald. Ludwig a fost lucrat cel mai bine în acest desen antologic, unde psihologia lui Donald a fost explicată deoarece am putut vedea câteva din cele mai mari accese temperamentale de furie ale sale. Ludiwg, însă, a fost foarte bine înțeles până la sfârșitul desenului. Originea sa germană austriacă l-a dat de gol în limba sa, deoarece exprimarea "as we say in the psychiatry" este un germanism tipic. În benzile desenate traduse în germană, el uneori vorbește cu accent austriac (cum ar fi "ein bisserl" în loc de "ein bisschen"). De asemenea el apreciază diverse glume nesărate, cum ar fi una în care face un joc de cuvinte de la felul de mâncare numit rață presată.

## Filmografie
Ludwig a fost introdus în Walt Disney's Wonderful World of Color (după mutarea seriei pe NBC în toamna lui 1961) ca un nou personaj alături de însuși Walt Disney, și a fost animat în mod frecvent de Milt Kahl și Ward Kimball, doi dintre animatorii esențiali ai companiei Disney.
Apoi acesta apare și în A Symposium on Popular Songs (1962), un desen animat cinematografic în care Von Drake demonstrează exemple de muzică populară de-a lungul anilor.
Von Drake a apărut în diverse seriale animate marca Disney, ca Povești cu Mac-Mac (Ducktales), Raw Toonage, Bonkers, Fabrica de râs a lui Mickey (Mickey Mouse Works), Gașca Rațelor (Quack Pack), Casa lui Mickey Mouse (House of Mouse), Clubul lui Mickey Mouse (Mickey Mouse Clubhouse), Mickey Mouse (2013), Mickey și piloții de curse (Mickey and the Roadster Racers) și în numeroase filme de televiziune. În toate aceste apariții el poartă o cămașă roz, cravată neagră, vestă roșie și un halat de laborator.
Ludwig a apărut ca un personaj secundar în reboot-ul Povestirile Rățoiului (Ducktales), unde acesta a fost șeful unei corporații cu numele S.H.U.S.H. , și care acum e decedat. A fost angajatul lui Scrooge McDuck și al Doamnei Beakley (de asemenea cunoscută ca "Agent 22"). El apare pentru scurtă durată într-un flashback din anii 60, în episodul "Dosarele secrete ale Agentului 22" ("From the Confidential Casefiles of Agent 22!"), unde îi însărcinează pe Scrooge și Beakley să pună capăt unei operațiuni a agenției F.O.W.L. În prezent, copiii lui Scrooge (Corvus, Anya și Klara) fac câteva din treburile lui, cum ar fi menținerea unui seif arctic pe care Scrooge l-a ansamblat în cazul unui dezastru mondial. În acel seif sunt numeroase înregistrări video în care Scrooge ghidează câteva instrucțiuni.
De asemenea, Von Drake a mai fost gazda a șase volume din seria video Disney's Sing-Along Songs.

## Discografia Disneyland
În 1961, compania Disneyland Records a lansat caseta "Professor Ludwig Von Drake", care conținea două cântece din debutul personajului din episodul "An Adventure in Color" ("The Green With Envy Blues" și "The Spectrum Song"), precum și alte noi cântece plus părți de comedie. Acesta este playlist-ul casetei:
1. I'm Ludwig Von Drake
2. The Spectrum Song
3. The Green With Envy Blues
4. It Gets You
5. Von Drake Variations on "The Blue Danube"
6. Professor Ludwig Von Drake Discourse: All About Sound Recording
7. O variantă de operă a unei melodii din Cenușăreasa

Din februarie 2010, caseta remasterizată digital poate fi descărcată exclusiv de pe magazinul iTunes.

## Apariții în ziare
Studioul Disney a încurajat scenariștii benzilor desenate cu rațe în a introduce acest nou personaj în ziare, și deja în septembrie 1961 Von Drake a început să apară în benzile principale zilnice ale lui Al Taliaferro și Bob Karp. Deși, în afară de o apariței cameo solitară într-o poveste de o singură pagină în Uncle Scrooge #54 (din decembrie 1964), personajul nu a fost folosit de artistul conducător Disney de rațe Carl Barks.
În 1961 Dell Comics a lansat o serie de benzi desenate cu Von Drake ilustrată de Tony Strobl, dar care a durat doar patru numere înainte să fie întreruptă. Personajul a mai făcut apariții ulterioare în alte serii de benzi ca Walt Disney's Comics and Stories și banda pentru ziare Donald Duck.